# Yossi Aviram
Yossi Aviram, né en 1971 à Jérusalem en Israël, est un directeur de la photographie, un scénariste et un réalisateur israélien.

## Biographie
Yossi Aviram fait ses études cinématographiques à la Sam Spiegel Film and Television School (en) de Jérusalem (au cours desquelles il bénéficie d'un programme d'échange avec la Fémis) dont il est diplômé en 2000. Il commence sa carrière au cinéma comme directeur de la photographie et réalisateur de documentaires et participe au scénario de Under the Same Sun (2013), le film de Sameh Zoabi. Son premier long métrage, La Dune sorti en 2014, reçoit un accueil mitigé de la critique,, avec une note de 3,2 sur AlloCiné, et une note spectateur de 2,8. Il est sélectionné dans divers festivals internationaux. Son deuxième film, Il n'y a pas d'ombres dans le désert est en tournage à la fin de l'année 2019 avec Valeria Bruni-Tedeschi (qui a aussi participé à l'écriture du scénario) avant que la pandémie de Covid-19 n'interrompe la production.

## Filmographie
- 1999 : Anna (court métrage)
- 2003 : A Few Days (documentaire, 48 min)
- 2010 : Deux vieux garçons (documentaire, 70 min)
- 2014 : La Dune
- 2014 : The Polgár Variant (documentaire, 68 min)
- 2016 : Il était une fois... Le Procès de Viviane Amsalem (documentaire, 52 min)
- 2024 : Il n'y a pas d'ombre dans le désert

## Distinctions
Son film La Dune a été sélectionné en compétition lors du Festival international du film de Guadalajara, du Festival international du film de San Francisco et du Festival international du film de San Sebastián.